# تشارلز ماكجرو
تشارلز ماكجرو (بالإنجليزية: Charles McGraw)‏ هو ممثل أمريكي، ولد في 10 مايو 1914 بدي موين في الولايات المتحدة، وتوفي في 30 يوليو 1980 في الولايات المتحدة. بدأ مشواره المهني سنة 1942.

## أعمال

### أفلام
- (1958) المتحديان
- (1960) سبارتاكوس[4][5]
- (1963) الطيور
- (1963) إنه عالم مجنون مجنون مجنون مجنون[6]
- (1968) اشنقهم عاليا
- (1975) فتى وكلبه

## وصلات خارجية
- تشارلز ماكجرو على موقع IMDb (الإنجليزية)
- تشارلز ماكجرو على موقع ألو سيني (الفرنسية)
- تشارلز ماكجرو على موقع أول موفي (الإنجليزية)
- تشارلز ماكجرو على موقع قاعدة بيانات برودواي على الإنترنت (الإنجليزية)
- تشارلز ماكجرو على موقع قاعدة بيانات الأفلام السويدية (السويدية)
- تشارلز ماكجرو على موقع إن إن دي بي (الإنجليزية)
- تشارلز ماكجرو على موقع قاعدة بيانات الفيلم (الإنجليزية)
- تشارلز ماكجرو على موقع كينوبويسك (الروسية)